# Litauische Badmintonmeisterschaft 2023
Die Litauische Badmintonmeisterschaft 2023 fand vom 6. bis zum 7. Mai 2023 in Druskininkai statt. Es war die 61. Austragung der nationalen Titelkämpfe von Litauen im Badminton.

## Medaillengewinner
| Disziplin    | Gold                                    | Silber                               | Bronze                                          |
| ------------ | --------------------------------------- | ------------------------------------ | ----------------------------------------------- |
| Herreneinzel | Jonas Petkus                            | Danielius Beržanskis                 | Povilas Bartušis                                |
| Herreneinzel | Jonas Petkus                            | Danielius Beržanskis                 | Ramūnas Bilius                                  |
| Dameneinzel  | Samanta Golubickaitė                    | Viltė Paulauskaitė                   | Taja Leonovič                                   |
| Dameneinzel  | Samanta Golubickaitė                    | Viltė Paulauskaitė                   | Jorūnė Šalnaitė                                 |
| Herrendoppel | Danielius Beržanskis Jonas Petkus       | Edgaras Slušnys Aivaras Kvedarauskas | Augustas Valatka Ąžuolas Barkauskas             |
| Herrendoppel | Danielius Beržanskis Jonas Petkus       | Edgaras Slušnys Aivaras Kvedarauskas | Dovydas Razas Mark Šames                        |
| Damendoppel  | Samanta Golubickaitė Vytautė Fomkinaitė | Jorūnė Šalnaitė Jorė Kavaliauskaitė  | Rebeka Aleksevičiūtė-Petkienė Gabija Mockutė    |
| Damendoppel  | Samanta Golubickaitė Vytautė Fomkinaitė | Jorūnė Šalnaitė Jorė Kavaliauskaitė  | Marija Zolotariova Jogailė Kelečiūtė            |
| Mixed        | Povilas Bartušis Viltė Paulauskaitė     | Danielius Beržanskis Gabija Mockutė  | Evaldas Bradūnas Monika Kulikauskienė           |
| Mixed        | Povilas Bartušis Viltė Paulauskaitė     | Danielius Beržanskis Gabija Mockutė  | Benas Vaškevičius Rebeka Aleksevičiūtė-Petkienė |